# Snittekniv
En snittekniv er en skarp kniv, der bruges som arbejdsredskab ved snitning i træ. En spejderdolk er et eksempel på en snittekniv. En sløjdsnittekniv har typisk en kort, skarp klinge, der er velegnet til at snitte figurer i træemner. 